# ستيفن ستيرلينغ
ستيفن ستيرلينغ (بالإنجليزية: Stephen Stirling)‏ هو لاعب كرة قدم بريطاني في مركز الوسط، ولد في 5 يناير 1990 في بيزلي في المملكة المتحدة. شارك مع منتخب اسكتلندا تحت 19 سنة لكرة القدم. أما مع النوادي، فقد لعب مع نادي رينجرز ونادي ستنهاوسموير ونادي ستيرلينغ ألبيون ونادي غرينوك مورتون.

## وصلات خارجية
- ستيفن ستيرلينغ على موقع قاعدة بيانات كرة القدم.إي يو (الإنجليزية)
- ستيفن ستيرلينغ على موقع Soccerbase.com (لاعب) (الإنجليزية)